# Johann Wilhelm Cordes

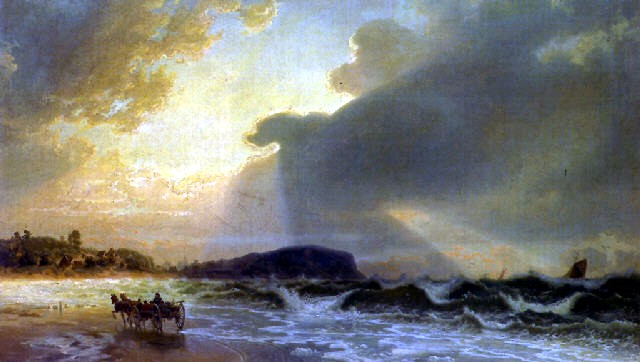
Ostseestrand, 1854

Johann Wilhelm Cordes (auch Wilhelm Cordes;; * 14. März 1824 in Lübeck; † 16. August 1869 ebenda) war ein deutscher Maler.

## Leben

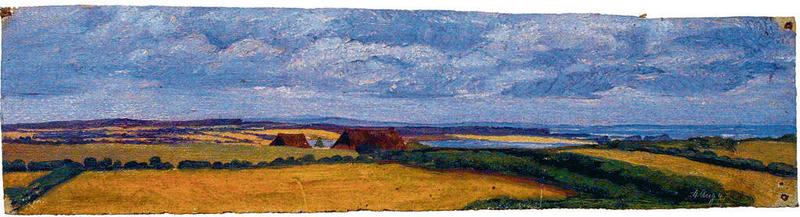
Landschaft am Hemmelsdorfer See, Ölskizze (1847)

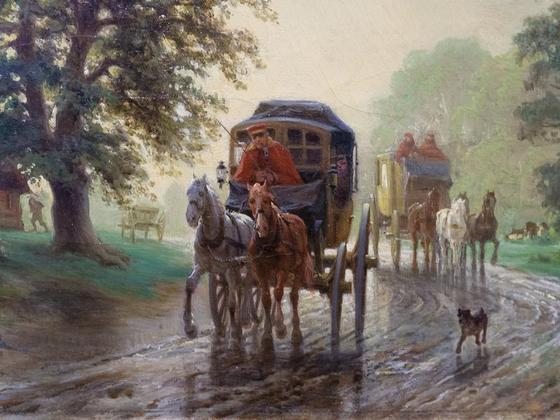
Dänische Post, Öl auf Leinwand (1859)

Cordes stammte aus einer Kaufmannsfamilie; sein Vater Johann Jochim Cordes (1782–1866) war Teilhaber des Lübecker Handelshauses J.G. Nöltingk & Cordes, seine Mutter Emilie Christiane, geb. Grautoff (1790–1849) war eine Pastorentochter aus Kirchwerder und die Schwester von Ferdinand Heinrich Grautoff. Bis zu seinem 14. Lebensjahr besuchte er das Katharineum zu Lübeck. Obwohl er die kaufmännische Tradition der Familie fortsetzen sollte und dafür in Wandsbek eine Ausbildung zum Kaufmann gemacht hatte, wandte er sich schon früh der Malerei zu. Er studierte zunächst an der Akademie der Bildenden Künste, Prag, dann ab 1842 an der Kunstakademie in Düsseldorf (unter Carl Friedrich Lessing und Johann Wilhelm Schirmer) und später in Frankfurt bei Jakob Becker. 1848 nahm er als Freiwilliger im Wasmerschen Freikorps an der Schleswig-Holsteinischen Erhebung teil.
Er spezialisierte sich auf durch eigene auf Wanderungen und Reisen geformte, realistische Landschaftsmalerei. Mit Hans Fredrik Gude, den er in Düsseldorf kennengelernt hatte, unternahm er 1851 und 1853/54 zwei Nordlandreisen, deren Eindrücke er in nordischen Landschaften festhielt. Daneben malte er Seestücke und Strandbilder, zumeist mit Staffage. Um 1856 kehrte er aus Düsseldorf nach Lübeck zurück. 1859 folgte er auf Wunsch des Großherzogs Carl Alexander von Weimar seinem Freund Graf Stanislaus von Kalckreuth nach Weimar. Hier war seine produktivste und erfolgreichste Zeit. Er wurde zum Professor an der Großherzoglich-Sächsischen Kunstschule ernannt (ohne zu lehren) und erhielt 1862 den Hausorden vom Weißen Falken.
1866 nahm er im Gefolge des Oldenburgischen Infanterie-Regiments Nr. 91 am Mainfeldzug teil und kehrte anschließend krank nach Lübeck zurück, wo er in Travemünde Erholung suchte. Er starb 1869 im Haus des befreundeten Barons von Seydlitz-Kurzbach in Lübeck.

## Werke

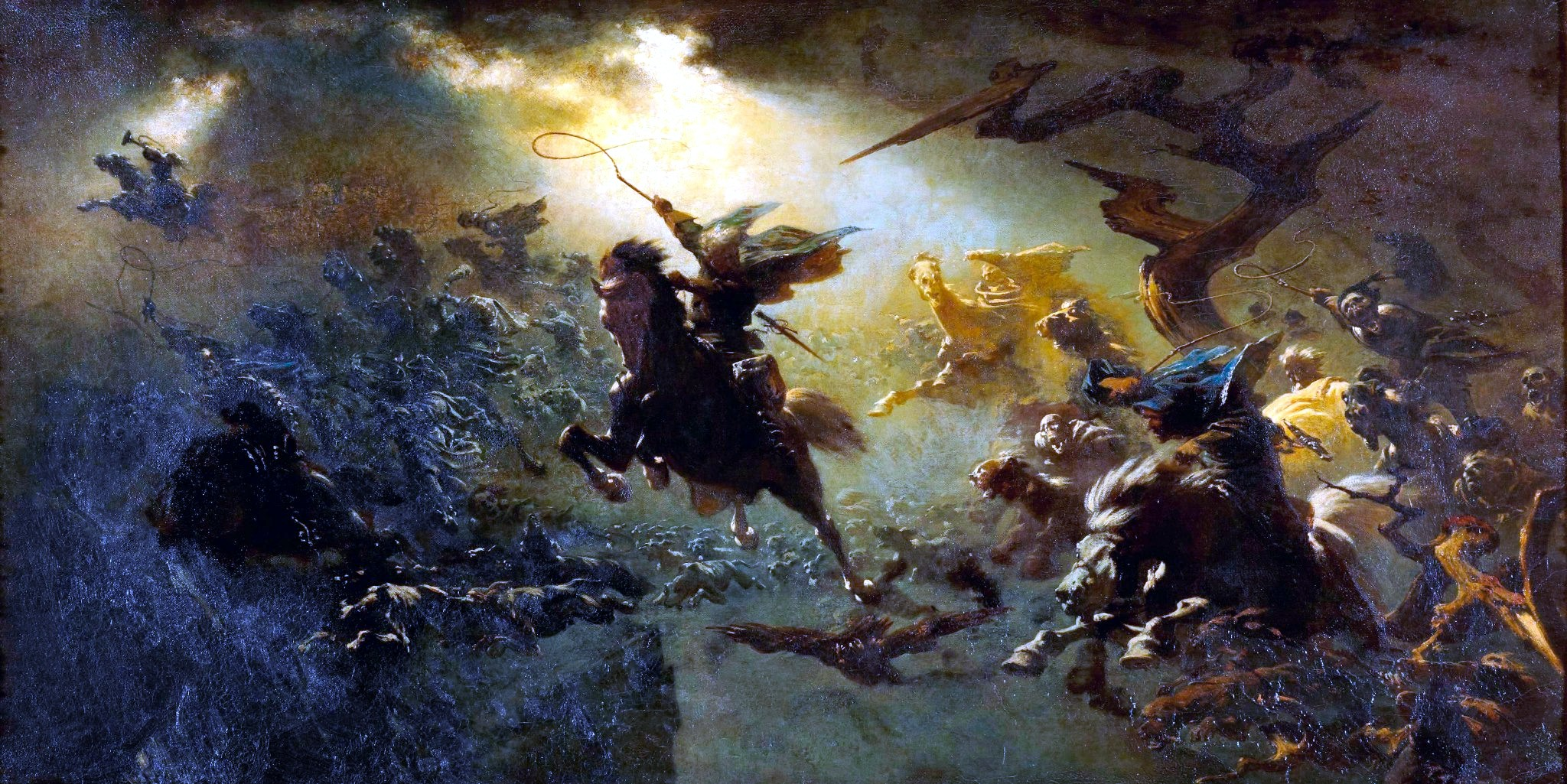
Wilde Jagd, 1856/1857

Cordes führte ab 1854 eigenhändig einen Katalog seiner Bilder, der bei seinem Tod fünfzig Einträge enthielt.
Die Ausstellung seines bekanntesten Bildes und Hauptwerks Wilde Jagd, an dem er schon seit 1856 gearbeitet hatte, 1868 in Berlin erregte große Aufmerksamkeit. Das monumentale Gemälde (271 cm breit, 180 cm hoch) wurde für etwa 6000 Gulden von dem Wiener Sammler Jakob Gsell erworben und nach dessen Tod 1871 in der großen Auktion 1872 bei Georg Plach für 9750 Gulden einem ungarischen Magnaten zugeschlagen. Der Kunsthistoriker Otto Grautoff bemerkte zur Wilden Jagd:

„Es ist ein Mondscheinbild, in malerischer Weise aufgefaßt: ein Kampf des bleichen, grünlich schimmernden Mondlichtes mit dem nächtlichen Nebeldunst der Luft. Nirgends etwas faßbar Irdisches, nur einige wunderlich emporzuckende, vertrocknete Zweige starren gespenstisch von unten herauf, ohne daß das Auge sie bis zum Stamm verfolgen kann; und dazwischen die rasende Jagd des wilden Jägers, der auf seinem Teufelsroß durch Nebeldampf und Mondesglanz dahinstürmt, rings umschwirrt von allerlei tollem Gesindel, Hexenzeug, Eulengeflatter und belfernden Hunden. Die wilde Jagd ist eines der Hauptwerke von Cordes“

Der König von Preußen erwarb die Letzte Ehre, die Kunsthalle Hamburg die Heidelandschaft. Die Schiffbrüchigen wurden 1861 „von Sankt Petersburg angekauft“; mit dem Ankauf verbunden war die Ehrenmitgliedschaft in der dortigen Kaiserlichen Akademie, die ihrerseits die Erhebung in den persönlichen Adelsstand beinhaltete. Auch der Großherzog von Oldenburg kaufte mehrere Gemälde von Cordes für seine Sammlung an.

## Nachlass
Cordes verstarb unverheiratet und kinderlos. Seinen künstlerischen Nachlass, der 15 Gemälde und rund 800 Ölstudien, Aquarelle und Zeichnungen umfasste, erbte zunächst sein Bruder, der Hofrat und Inhaber des Heilbades Alexandersbad Dr. Emil Cordes (1829–1900). Dieser vermachte ihn dem Lübecker Museum, so dass sich heute Gemälde und zahlreiche Skizzen im Behnhaus in Lübeck befinden.

## Ausstellungen
- Lübeck, 1906
- Johann Wilhelm Cordes (1824–1869). Wilde Jagd und weite Landschaft. Museum Behnhaus, 10. März – 30. Juni 2013[3]